# Adrien Gouffier de Boissy
Adrien Gouffier de Boissy (* um 1479; † 24. Juli 1523 auf Schloss Villendren-sur-Indre bei Issoudun), genannt Cardinal de Boissy, war ein französischer Adliger und Kirchenfürst; er war Apostolischer Legat, Kardinal, Großalmosenier von Frankreich, Bischof von Coutances und Bischof von Albi als eines von acht Geschwistern, die unter König Franz I. am französischen Hof eine herausragende Rolle spielten.

## Leben

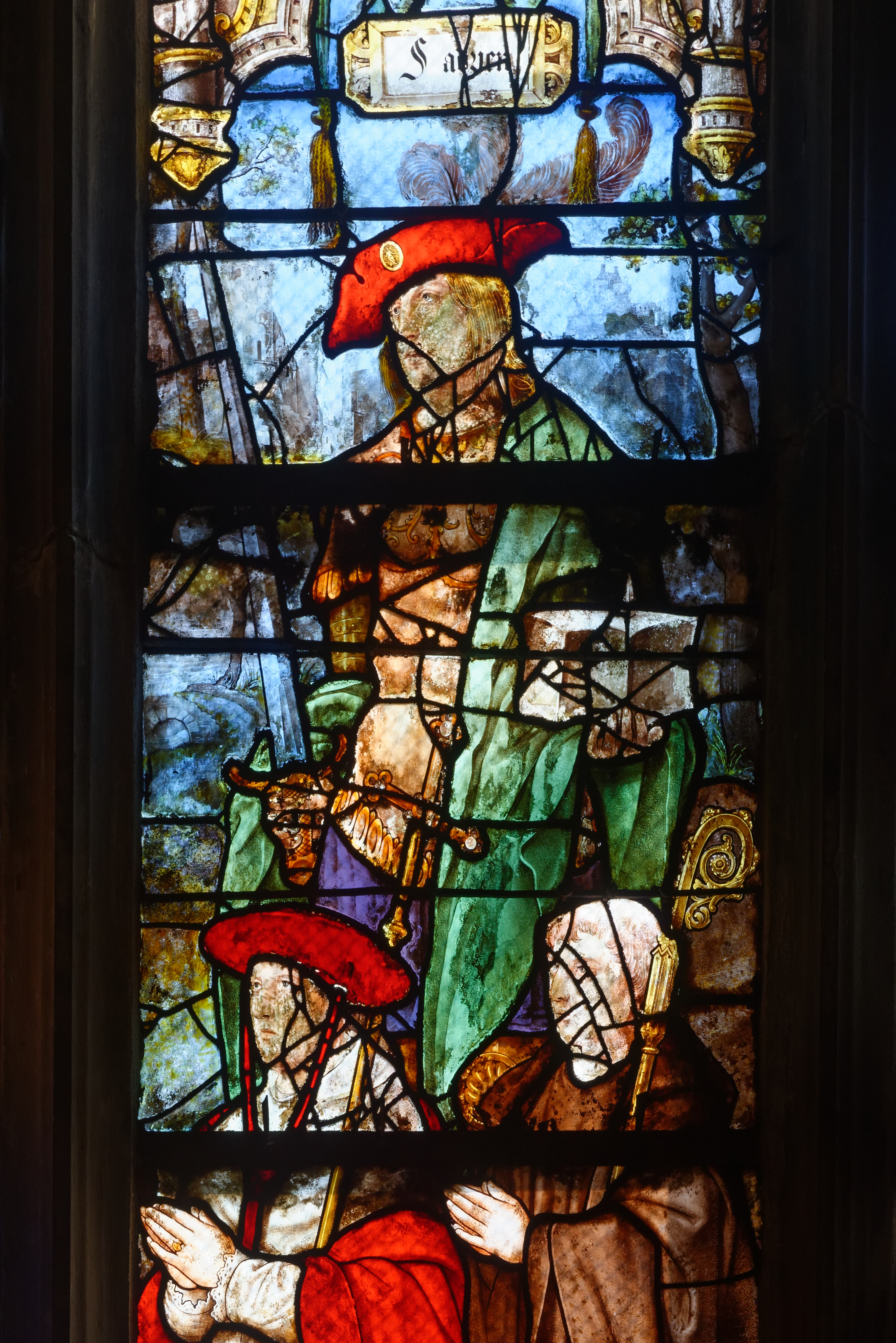
Kardinal de Boissy (unten links) neben Abt Louis von Saint-Maixent (Fenster in der Stiftskirche Saint-Martin de Montmorency)

Adrien Gouffier war ein Sohn von Guillaume Gouffier, Seigneur de Boisy, und dessen zweiter Ehefrau Philippine de Montmorency. Seine Geschwister waren: Artus, Louis, Pierre, Guillaume, Aymar, Charlotte und Anne Gouffier. Der Kardinal Georges d’Amboise († 1510) war der Bruder der ersten Ehefrau seines Vaters.
Bereits in jungen Jahren für den Dienst in der Kirche bestimmt, wurde er bereits im Alter von 14 Jahren, also um 1493, Apostolischer Protonotar. 1503 wurde er Dekan von Thouars. Er erhielt in commendam die Abteien Bourgueil, Cormery, Saint-Florent de Saumur, Déols (auch Bourg-Dieu genannt), Saint-Nicolas d’Angers, Fécamp (1519) und Le Bec.
Am 15. April 1510 wurde er zum Bischof von Coutances gewählt (Kardinal Amboise, sein Onkel, starb 40 Tage später), das Amt hatte er bis zum 6. Juni 1519 inne. Am 2. Juni 1510 erhielt er die Bischofsweihe.
Erst mit der Thronbesteigung Franz’ I. 1515 begann seine Karriere wirklich, basierend auf der Gunst, die der König seinen Brüdern Artus und Guillaume zukommen ließ. Beim Treffen Franz‘ I. mit Papst Leo X. in Bologna am 10. Dezember 1515 wurde Adrien Gouffier vom König zum Kardinal vorgeschlagen, auf dem Konsistorium vier Tage später dann zum Kardinalat erhoben; am gleichen Tag erhielt er die Insignien sowie als Kardinalpriester die Titularkirche Santi Marcellino e Pietro.
Im November 1516 machte ihn König Franz I. zum Großalmosenier von Frankreich, am 8. November 1517 optierte er für die Titularkirche Santa Balbina. Vom 23. März 1519 bis 1520 war er Apostolischer Legat a latere in Frankreich. Am 6. Juni 1519 wurde er zum Administrator des Bistums Albi ernannt. Bei einem Diözesantreffen, das wegen der Pest in Gaillac stattfand, wurde er dann vom Kapitel der Kathedrale von Albi als Bischof anerkannt – seinen Sitz in der Stadt nahm er am 16. November 1522 ein.
Am Konklave 1521–1522 und der Wahl Papst Hadrians VI. hatte er nicht teilgenommen. Er starb bereits im Jahr darauf, am 24. Juli 1523 auf Schloss Villendren-sur-Indre bei Issoudun und wurde in der Abtei Bourgueil bestattet. Sein Tod wurde erst 1526 in Rom bekannt, obwohl sein Bruder Aymar bereits 1523 oder 1524 seine Nachfolge als Bischof von Albi angetreten hatte.
Adrien Gouffier hatte eine uneheliche Tochter, Marguerite, die im Februar 1543 legitimiert wurde.